# Duyên hải Vịnh Mexico của Hoa Kỳ

Các tiểu bang giáp ranh Vịnh Mexico được biểu thị màu đỏ

Vùng Duyên hải Vịnh Mexico của Hoa Kỳ bao gồm duyên hải của các tiểu bang giáp ranh Vịnh Mexico. Các tiểu bang Texas, Louisiana, Mississippi, Alabama, và Florida được biết đến là Các tiểu bang Vịnh. Tất cả các tiểu bang Vịnh Mexico nằm trong vùng Nam Hoa Kỳ.

## Địa lý và khí hậu
Duyên hải Vịnh Mexico bị vô số sông chia cắt. Sông lớn nhất trong số này là Sông Mississippi. Phần lớn vùng đất dọc theo Duyên hải Vịnh Mexico là (hoặc từng là) đầm lầy. Các phần đất phía tây Duyên hải Vịnh Mexico gồm có các đảo cát chạy dài dọc ngoài khơi bờ biển và các bán đảo trong đó có Đảo Padre và Đảo Galveston. Các địa hình này bảo vệ vô số các đảo nhỏ và vịnh nhỏ. Phần trung tâm của Duyên hải Vịnh Mexico, từ Đông Texas chạy dài đến Louisiana gồm có phần lớn là đầm lầy. Về mặt địa lý, nó là một phần của đông duyên hải của Hoa Kỳ.
Vì nó nằm gần vùng nước cận nhiệt đới của Vịnh Mexico nên vùng này thường hay có bão. Lụt và bão sấm cũng thường xảy ra tại vùng này. Lốc xoáy hiếm thấy nhưng vẫn có xảy ra tại vùng này (chúng xảy ra thường xuyên hơn ở những phần đất nội địa của các tiểu bang này). Động đất thì hiếm xảy ra nhưng trận động đất 6.0 xảy ra vào ngày 10 tháng 9 năm 2006 đã gây cho vùng này 1 sự ngạc nhiên. Địa chấn có thể cảm giác được từ thành phố New Orleans đến Tampa.

## Các vùng đô thị
Sau đây là 10 vùng đô thị lớn nhất dọc theo Duyên hải Vịnh Mexico của Hoa Kỳ.
| Hạng | Vùng đô thị                     | Dân số    | Tiểu bang |
| ---- | ------------------------------- | --------- | --------- |
| 1    | Houston–Sugar Land–Baytown      | 5.628.101 | Texas     |
| 2    | Tampa–St. Petersburg–Clearwater | 2.587.967 | Florida   |
| 3    | New Orleans–Metairie–Kenner     | 1.319.589 | Louisiana |
| 4    | Baton Rouge–Pierre Part         | 774.327   | Louisiana |
| 5    | Sarasota–Bradenton–Venice       | 651.862   | Florida   |
| 6    | Mobile–Daphne–Fairhope          | 588.246   | Alabama   |
| 7    | Lafayette–Acadiana              | 538.470   | Louisiana |
| 8    | Cape Coral–Fort Myers           | 514.295   | Florida   |
| 9    | Pensacola–Ferry Pass–Brent      | 437.135   | Florida   |
| 10   | Corpus Christi                  | 409.741   | Texas     |